# Marco Emilio Lépido (cónsul 6)
Marco Emilio Lépido (en latín: Marcus Aemilius Lepidus; c. 30 a. C. - 33 d. C.) fue un senador romano, político y general, alabado por el historiador Tácito.

## Orígenes y principios de carrera
Lépido era hijo de Cornelia y Paulo Emilio Lépido (que sirvió como censor) y cuñado de la nieta de Augusto, Julia la Menor, que estaba casada con su hermano Lucio Emilio Paulo, cónsul en el año 1 d. C. Así, fue miembro de una de las más antiguas familias patricias, los Emilia.
Se convirtió en cónsul en 6 d. C. Luego se distinguió como legado a cargo de un ejército durante la Guerra Ilírica de 6 a 9, bajo el mando del futuro Tiberio. Después del final de la guerra sirvió como gobernador de Dalmacia (actualmente Croacia y Bosnia) o de Panonia (actualmente Hungría).
En el momento de la muerte de Augusto, en 14, era gobernador en el norte de Hispania, en la Tarraconense a cargo de un ejército de tres legiones. Aunque hubo serios disturbios en los ejércitos de Germania y Panonia tras la muerte de Augusto, el ejército de Lépido no dio ningún problema.

## Actividad durante el reinado de Tiberio
Lépido defendió a Cneo Calpurnio Pisón, amigo de Tiberio y también pariente de Lépido, en su juicio por el supuesto envenenamiento de Germánico.
En 21, Tiberio le ofreció la gobernación de la provincia de África, pero rechazó la oferta, alegando problemas de salud y las demandas de sus hijos, pero es más probable que reconociera la sabiduría de dejar el puesto a Quinto Junio Blaeso, tío de Lucio Elio Sejano, el poderoso prefecto pretoriano. Aunque esto puede hacer que Lépido parezca indebidamente servil al emperador Tiberio y sus aliados, las actividades de Lépido en el senado muestran una mente independiente. En 21 hizo un discurso contra la pena de muerte para un poeta irreverente, aunque este poeta fue ejecutado por orden del senado. Esto permitió a Tiberio elogiar la moderación de Lépido, así como el celo del senado en perseguir cualquier ofensa contra el emperador.
Estudiosos modernos han sugerido que Lépido también restauró la Basílica Emilia en el Foro Romano en el año 22 y sirvió como gobernador de Asia en el año 26, cuando retornó a Roma, recibiendo una cuantiosa herencia por voluntad de Tiberio. Aparentemente, Lépido fue uno de los pocos aristócratas que obtuvo altos cargos, incluyendo el mando de grandes ejércitos, en esta época problemática sin ser acusado de conspirar contra el emperador. Pese a ello, en 32, un importante senador, Máximo Mesalino, lo atacó abiertamente por su excesiva influencia en el senado, aunque esta acusación no tuvo consecuencias. Lépido murió en el año 33. Tácito lo describió como "sabio y noble" por sus acciones como senador y un ejemplo para los aristócratas independientes que viven bajo la tiranía.

## Descendientes
Es posible que Lépido se casase con Vipsania Marcela, hija de Marco Vispanio Agripa y su segunda esposa Claudia Marcela la Mayor, la sobrina del emperador Augusto. Si es así, entonces un hijo suyo se identifica a partir de una inscripción de dedicación en la basílica Emilia. Su hija Emilia Lépida se casó con Druso César, hijo de Germánico y Agripina la Mayor. Aunque es incierto, algunos historiadores creen que también fue padre del Marco Emilio Lépido quien se convirtió en el amante y cuñado de Calígula, como esposo de Julia Drusilla.